# Nekrolog 3. Quartal 1964
Nekrolog
◄◄
| ◄
| 1960
| 1961
| 1962
| 1963
| 1964 | 1965 | 1966 | 1967 | 1968 | ► | ►►
1. Quartal |
2. Quartal |
3. Quartal |
4. Quartal 1964
Weitere Ereignisse | Allgemeiner Nekrolog 1964
Die Beschreibung der verstorbenen Person sollte so kurz wie möglich gehalten sein und nur deren signifikante Tätigkeit(en) enthalten.
Neue Namen ggf. auch unter dem Geburts- und Sterbedatum, also etwa unter 1. Januar und im Geburts- und Sterbejahr (2024) eintragen (nur bei entsprechender großer Wichtigkeit). Für Beispiele siehe die schon vorhandenen Artikel.
Außerdem über die fünf zuletzt Verstorbenen, zu denen es einen ausreichend guten Artikel für eine Präsentation auf der Hauptseite gibt, nach der todesbedingten Überarbeitung der Artikel ggf. auch unter Wikipedia Diskussion:Hauptseite informieren und sie am besten auch in den anderen Wikipedia-Sprachversionen eintragen. Tipp: Regelmäßig bei news.google.de nach „ist tot“, „gestorben“ oder „verstorben“ suchen.
Wenn eine Person gestorben ist, gibt es viele Seiten zu dieser Person in der Wikipedia, die davon auch betroffen sind und entsprechend aktualisiert werden müssen. Beispiele: Namenübersichtsseite, Geburtsjahr, Geburtsort-Seiten und viele mehr.
Wie finde ich die betroffenen Seiten?
Im Suchfeld auf der linken Seite gibt man den Suchbegriff so ein: „Vorname Nachname“. Dann klickt man auf Volltext und alle Seiten mit entsprechendem Suchtext werden aufgerufen. Hier sieht man dann schnell, wo auch das Todesjahr Sinn macht oder sogar ein Teil des Artikels angepasst werden muss. Auch hilft das „Werkzeug“ auf der linken Seite sehr gut, um solche Seiten aufzufinden: „Links auf diese Seite“. Somit ist die Wikipedia wieder aktuell in allen Bereichen! Hinweis: bei Eintragung der Kategorie „Gestorben JAHR“ wird der Missbrauchsfilter 49 ausgelöst, was jedoch nicht schlimm ist. Siehe: Spezial:Missbrauchsfilter/49
Dies ist eine Liste von im dritten Quartal 1964 verstorbenen bekannten Persönlichkeiten. Die Einträge erfolgen innerhalb der einzelnen Daten alphabetisch sortiert. Tiere sind im Nekrolog für Tiere zu finden.

## Juli
| Tag      | Name                            | Beruf, bekannt als                                                                                    | Alter | Beleg |
| -------- | ------------------------------- | --- | ----- | ----- |
| 1. Juli  | Julio Casares                   | spanischer Diplomat, Romanist, Hispanist und Lexikograf                                               | 86    |       |
| 1. Juli  | Sigurd Islandsmoen              | norwegischer Komponist                                                                                | 82    |       |
| 1. Juli  | Pierre Monteux                  | französisch-US-amerikanischer Dirigent                                                                | 89    |       |
| 1. Juli  | Roscoe Pound                    | US-amerikanischer Botaniker, Jurist und Hochschullehrer                                               | 93    |       |
| 1. Juli  | Antonio Rubino                  | italienischer Illustrator, Kinderbuchautor, Regisseur und Comiczeichner                               | 84    |       |
| 1. Juli  | Max Samec                       | jugoslawischer Chemiker                                                                               | 83    |       |
| 1. Juli  | Lisa Wehn                       | deutsche Schauspielerin                                                                               | 80    |       |
| 2. Juli  | Wilhelm Duhmer                  | deutscher Politiker                                                                                   | 79    |       |
| 2. Juli  | Branislav Hrnjiček              | jugoslawischer Fußballspieler und -trainer                                                            | 56    |       |
| 2. Juli  | Fireball Roberts                | US-amerikanischer NASCAR-Rennfahrer                                                                   | 35    |       |
| 2. Juli  | Bernard Zimmer                  | französischer Dramatiker, Dialog- und Drehbuchautor                                                   | 71    |       |
| 3. Juli  | Gertrud Bing                    | deutsche Kunstwissenschaftlerin                                                                       | 72    |       |
| 3. Juli  | Leopold Krauss-Elka             | österreichischer Komponist                                                                            | 73    |       |
| 3. Juli  | Isidor Pawlowitsch Natanson     | sowjetischer Mathematiker                                                                             | 58    |       |
| 3. Juli  | Heinrich Pickel                 | deutscher Unternehmer und Politiker (Zentrum, CDU), MdL                                               | 81    |       |
| 4. Juli  | Frederik Ahrensborg Clausen     | dänischer Radrennfahrer                                                                               | 69    |       |
| 4. Juli  | Georges Cyr                     | französischer Maler und Aquarellist                                                                   | 83    |       |
| 4. Juli  | Ulrich Leo                      | deutscher Romanist, Italianist, Hispanist und Literaturwissenschaftler                                | 74    |       |
| 4. Juli  | Samuil Jakowlewitsch Marschak   | russischer Schriftsteller                                                                             | 76    |       |
| 4. Juli  | Alexander J. Resa               | US-amerikanischer Politiker                                                                           | 76    |       |
| 4. Juli  | Wilhelm Wetzel                  | deutscher Offizier, zuletzt General der Infanterie im Zweiten Weltkrieg                               | 75    |       |
| 5. Juli  | Mara Corradini                  | italienisch-schweizerische Malerin                                                                    | 83    |       |
| 5. Juli  | Bernhard Geiger                 | deutscher Indologe                                                                                    | 83    |       |
| 5. Juli  | Teddy Napoleon                  | US-amerikanischer Jazz-Pianist                                                                        | 50    |       |
| 5. Juli  | Herbert von Petersdorff         | deutscher Schwimmer                                                                                   | 83    |       |
| 5. Juli  | Hermann Schüler                 | deutscher Physiker                                                                                    | 69    |       |
| 6. Juli  | Rafael Cansinos Assens          | spanischer Dichter, Übersetzer, Essayist und Literaturkritiker                                        | 81    |       |
| 6. Juli  | Wolf Erich Kellner              | deutscher Archivar                                                                                    | 33    |       |
| 6. Juli  | Gaby Morlay                     | französische Filmschauspielerin                                                                       | 71    |       |
| 6. Juli  | Friedrich Moser                 | Schweizer Architekt                                                                                   | 87    |       |
| 6. Juli  | Claude V. Ricketts              | US-amerikanischer Admiral der US Navy                                                                 | 58    |       |
| 6. Juli  | Artur Vogt                      | deutscher Politiker (KPD), MdR                                                                        | 69    |       |
| 7. Juli  | Charles Bozon                   | französischer Skirennläufer                                                                           | 31    |       |
| 7. Juli  | Martin Brustmann                | deutscher Leichtathlet, Sportmediziner und SS-Führer                                                  | 79    |       |
| 7. Juli  | Lillian Copeland                | US-amerikanische Leichtathletin                                                                       | 59    |       |
| 7. Juli  | Richard Gegenwarth              | deutscher Politiker (BP), MdL Bayern                                                                  | 70    |       |
| 7. Juli  | Reginald James                  | britischer Physiker                                                                                   | 73    |       |
| 07. Juli | Albert Michelsen                | US-amerikanischer Leichtathlet                                                                        | 70    |       |
| 7. Juli  | Karl Osswald                    | deutscher paramilitärischer Aktivist                                                                  | 68    |       |
| 8. Juli  | Richard Bruhn                   | deutscher Automobilbauer                                                                              | 78    |       |
| 8. Juli  | Siegfried Buchenau              | deutscher Buchgestalter und Verleger                                                                  | 72    |       |
| 8. Juli  | Edith Mikeleitis                | deutsche Schriftstellerin                                                                             | 59    |       |
| 9. Juli  | Otto Buchwitz                   | deutscher Politiker (SPD, SED), MdR, MdV                                                              | 85    |       |
| 9. Juli  | Gordon Hendy                    | britischer Autorennfahrer                                                                             | 59    |       |
| 8. Juli  | Norway Jackes                   | kanadischer Ruderer                                                                                   | 83    |       |
| 9. Juli  | Sam Lumpkin                     | US-amerikanischer Politiker                                                                           | 56    |       |
| 8. Juli  | Max Parker                      | US-amerikanischer Artdirector und Szenenbildner                                                       | 81    |       |
| 8. Juli  | Charles E. Raven                | britischer Theologe und Autor                                                                         | 79    |       |
| 9. Juli  | Marie Stein-Ranke               | deutsche Malerin und Radiererin                                                                       | 91    |       |
| 10. Juli | Alphonse Dain                   | französischer Gräzist, Byzantinist, Paläograph und Kodikologe                                         | 68    |       |
| 10. Juli | Émile B. De Sauzé               | US-amerikanischer Romanist und Fremdsprachendidaktiker französischer Herkunft                         | 85    |       |
| 10. Juli | Joseph Gaetjens                 | US-amerikanisch-haitianischer Fußballspieler                                                          | 40    |       |
| 10. Juli | Rudolf Hauer                    | österreichischer Beamter und Politiker (GDVP), Landtagsabgeordneter                                   | 85    |       |
| 10. Juli | Joe Haymes                      | US-amerikanischer Jazzarrangeur, Pianist und Bandleader                                               | 57    |       |
| 10. Juli | Adolf-Friedrich Kuntzen         | deutscher Offizier, zuletzt General der Panzertruppe im Zweiten Weltkrieg                             | 74    |       |
| 11. Juli | Susan Adams McKelvey            | US-amerikanische Botanikerin                                                                          | 81    |       |
| 11. Juli | Henri Brault                    | französischer römisch-katholischer Geistlicher und Bischof von Saint-Dié                              | 69    |       |
| 11. Juli | Maurice Thorez                  | französischer Politiker (Parti communiste francais), Mitglied der Nationalversammlung                 | 64    |       |
| 11. Juli | Karl Tinzl                      | italienischer Politiker, Mitglied der Camera dei deputati und Anwalt (Südtirol)                       | 75    |       |
| 12. Juli | Rudolf Hahn                     | deutscher Industrieller                                                                               | 67    |       |
| 12. Juli | Ernst Zyhlarz                   | österreichisch-deutscher Afrikanist                                                                   | 73    |       |
| 13. Juli | Hossein Ala                     | Ministerpräsident des Iran                                                                            | 82    |       |
| 13. Juli | Hermann von Beckerath           | deutscher Cellist                                                                                     | 54    |       |
| 13. Juli | Joel Brand                      | deutscher Zionist                                                                                     | 58    |       |
| 13. Juli | Pablo Burchard Eggeling         | chilenischer Maler                                                                                    | 88    |       |
| 13. Juli | Achille Delattre                | belgischer Politiker (POB)                                                                            | 84    |       |
| 13. Juli | Kurt Diebner                    | deutscher Kernphysiker                                                                                | 59    |       |
| 13. Juli | Ferdinanda Flossmann            | österreichische Politikerin (SPÖ), Landtagsabgeordnete, Abgeordneter zum Nationalrat                  | 76    |       |
| 13. Juli | Walter Jacob                    | Maler                                                                                                 | 70    |       |
| 13. Juli | Per Jespersen                   | norwegischer Turner                                                                                   | 76    |       |
| 13. Juli | Arthur Krull                    | deutscher Politiker (KPD), MdL                                                                        | 66    |       |
| 13. Juli | Rex Terry                       | US-amerikanischer Politiker                                                                           | 76    |       |
| 14. Juli | Jaroslav Eminger                | tschechoslowakischer General                                                                          | 78    |       |
| 14. Juli | Norbert Stern                   | deutscher Schriftsteller                                                                              | 83    |       |
| 15. Juli | Rudolf Amon                     | österreichischer Zoologe und Jagdwissenschaftler                                                      | 73    |       |
| 15. Juli | Werner Baake                    | deutscher Hauptmann und Pilot der Wehrmacht                                                           | 45    |       |
| 15. Juli | Luis Batlle Berres              | uruguayischer Politiker und Journalist                                                                | 66    |       |
| 15. Juli | Myles Connolly                  | US-amerikanischer Drehbuchautor und Filmproduzent                                                     | 66    |       |
| 15. Juli | Jim Cowler                      | deutscher Schlager- und Filmkomponist                                                                 | 66    |       |
| 15. Juli | Kanayama Heizō                  | japanischer Maler                                                                                     | 80    |       |
| 15. Juli | Josef Lermer                    | deutscher Politiker (CSU), MdB                                                                        | 69    |       |
| 15. Juli | Paul Maas                       | deutscher Klassischer Philologe und Byzantinist                                                       | 83    |       |
| 15. Juli | Josef Sievers                   | deutscher Politiker des Zentrum                                                                       | 89    |       |
| 15. Juli | Leopold Wolf                    | österreichischer Angestellter und Politiker (SPÖ), Landtagsabgeordneter, Abgeordneter zum Nationalrat | 65    |       |
| 16. Juli | Rauf Orbay                      | türkischer Marineoffizier und Ministerpräsident                                                       | 82    |       |
| 16. Juli | Alphons Maria Rathgeber         | deutscher katholischer Pfarrer und Autor                                                              | 76    |       |
| 16. Juli | Adolf Seebaß                    | deutscher Turner                                                                                      | 74    |       |
| 16. Juli | William Spence Urquhart         | englischer christlicher Gelehrter                                                                     | 87    |       |
| 16. Juli | Albert Zutavern                 | deutscher Schriftsteller, Herausgeber, Verleger und evangelisch-freikirchlicher Prediger              | 86    |       |
| 17. Juli | Ludwig Bänfer                   | deutscher Jurist, Ministerialbeamter in der Finanzverwaltung                                          | 74    |       |
| 17. Juli | Alfons Brügger                  | Schweizer Politiker                                                                                   | 77    |       |
| 17. Juli | Greta Hammarsten                | schwedische Medizinerin und Hochschullehrerin                                                         | 68    |       |
| 17. Juli | Hans Leonhard Hammerbacher      | deutscher Manager, Präsident des DIHK                                                                 | 71    |       |
| 17. Juli | Linda Lin Dai                   | chinesische Schauspielerin                                                                            | 29    |       |
| 17. Juli | Turo Pedretti                   | Schweizer Maler und Graphiker                                                                         | 67    |       |
| 17. Juli | Friedrich Radek                 | katholischer Priester                                                                                 | 79    |       |
| 18. Juli | Anne Dittmer                    | deutsche Malerin und Buchillustratorin                                                                | 58    |       |
| 18. Juli | Max Glass                       | österreichischer Schriftsteller, Drehbuchautor, Filmregisseur und Filmproduzent                       | 82    |       |
| 18. Juli | Sydney Gooday                   | britisch-kanadischer Schwimmer                                                                        | 76    |       |
| 18. Juli | Ludwig Gruber                   | österreichischer Komponist, Sänger, Schriftsteller und Dirigent                                       | 90    |       |
| 18. Juli | Paul Kläui                      | Schweizer Historiker                                                                                  | 55    |       |
| 18. Juli | Bruno Kuske                     | deutscher Historiker und Universitätsprofessor                                                        | 88    |       |
| 18. Juli | Edward Peter McManaman          | US-amerikanischer Geistlicher, Weihbischof in Erie                                                    | 64    |       |
| 19. Juli | Lynton Y. Ballentine            | US-amerikanischer Politiker                                                                           | 65    |       |
| 19. Juli | Otto Benecke                    | deutscher Jurist, Ministerialbeamter und Kulturpolitiker                                              | 67    |       |
| 19. Juli | C. A. Bottolfsen                | US-amerikanischer Politiker                                                                           | 72    |       |
| 19. Juli | Hermann Harden                  | deutscher Kommunalpolitiker                                                                           | 51    |       |
| 19. Juli | Adolf Kloska                    | österreichischer Bildhauer                                                                            | 43    |       |
| 19. Juli | Josef Locher                    | deutscher Landwirt                                                                                    | 86    |       |
| 19. Juli | Karl Recktenwald                | deutscher Motorradrennfahrer                                                                          | 33    |       |
| 19. Juli | Giuseppe Romagnoni              | italienischer Maler                                                                                   | 33    |       |
| 19. Juli | Friedrich Sieburg               | deutscher Literaturkritiker, Journalist und Schriftsteller                                            | 71    |       |
| 20. Juli | Leo Koep                        | deutscher Kirchenhistoriker, Patrologe, Pastoraltheologe und Liturgiewissenschaftler                  | 49    |       |
| 20. Juli | Frederick Hanley Seares         | US-amerikanischer Astronom                                                                            | 91    |       |
| 20. Juli | Anna Alexandrowna Wyrubowa      | Hofdame von Zarin Alexandra Fjodorowna                                                                | 80    |       |
| 21. Juli | Jean Fautrier                   | französischer Maler                                                                                   | 66    |       |
| 21. Juli | Josef Fellner                   | österreichischer Komponist                                                                            | 55    |       |
| 21. Juli | Alfred Junge                    | deutscher Filmarchitekt                                                                               | 78    |       |
| 21. Juli | Erich Köchermann                | deutscher Weitspringer                                                                                | 60    |       |
| 21. Juli | John White                      | schottischer Fußballspieler                                                                           | 27    |       |
| 22. Juli | Gildo Bocci                     | italienischer Schauspieler                                                                            | 77    |       |
| 22. Juli | Paul Eipper                     | deutscher Schriftsteller                                                                              | 73    |       |
| 22. Juli | Heinz Herald                    | deutscher Theaterleiter, Dramaturg, Publizist, Regisseur und Drehbuchautor                            | 73    |       |
| 22. Juli | Otto Hitzberger                 | deutscher Bildhauer                                                                                   | 85    |       |
| 22. Juli | Alexander Richardson            | britischer Bobfahrer                                                                                  | 77    |       |
| 23. Juli | Frederick Grace                 | britischer Boxer                                                                                      | 80    |       |
| 23. Juli | David S. Hall                   | britischer Szenenbildner                                                                              | 59    |       |
| 23. Juli | Max Heilbronner                 | deutschamerikanischer Filmarchitekt und Maler                                                         | 62    |       |
| 23. Juli | Arkadi Grigorjewitsch Mordwinow | sowjetischer Architekt                                                                                | 68    |       |
| 23. Juli | Werner Wolfgang Rogosinski      | deutscher Mathematiker                                                                                | 69    |       |
| 23. Juli | Samarendra Nath Roy             | indischer Statistiker                                                                                 | 57    |       |
| 23. Juli | Jan de Vries                    | niederländischer Germanist, Skandinavist und Religionswissenschaftler                                 | 74    |       |
| 23. Juli | Kurt Ellersiek                  | deutscher Wirtschaftsingenieur, NS-Funktionär und SS-Führer                                           | 63    |       |
| 24. Juli | Erwin Freundlich                | deutscher Astrophysiker, Bruder von Herbert Finlay Freundlich                                         | 79    |       |
| 24. Juli | Maksym Rylskyj                  | ukrainischer Autor und Übersetzer                                                                     | 69    |       |
| 24. Juli | Saharet                         | australische Tänzerin                                                                                 | 85    |       |
| 24. Juli | Anakreon Stamatiadis            | griechischer Arzt, Pathologe und Esperantist                                                          | 95    |       |
| 25. Juli | Grete Fluss                     | deutsche Sängerin, Humoristin, Komödiantin, Krätzchensängerin und Schauspielerin in Kölscher Mundart  | 72    |       |
| 25. Juli | Piero Frescobaldi               | italienischer Autorennfahrer                                                                          | 28    |       |
| 25. Juli | Hans Felix Husadel              | deutscher Komponist und Professor                                                                     | 67    |       |
| 25. Juli | John Latham                     | australischer Politiker und Außenminister                                                             | 86    |       |
| 26. Juli | Heinrich Blume                  | deutscher Lehrer und Politiker (NSDAP), MdR                                                           | 77    |       |
| 26. Juli | Francis Curzon, 5. Earl Howe    | britischer Automobilrennfahrer, Politiker, Mitglied des House of Commons und Offizier                 | 80    |       |
| 26. Juli | Gordon Dunn                     | US-amerikanischer Diskuswerfer                                                                        | 52    |       |
| 26. Juli | Franz Fröhlich                  | bayerischer Volksschauspieler                                                                         | 62    |       |
| 26. Juli | Josef Janisch                   | österreichischer Bauingenieur                                                                         | 55    |       |
| 26. Juli | Josef Ritscher                  | österreichischer Politiker (ÖVP)                                                                      | 73    |       |
| 26. Juli | William A. Seiter               | US-amerikanischer Filmregisseur                                                                       | 74    |       |
| 26. Juli | Franciszek Trąbalski            | polnischer sozialistischer Politiker, Mitglied des Sejm                                               | 93    |       |
| 27. Juli | Rudolf Cobet                    | deutscher Mediziner auf dem Gebiet der inneren Medizin                                                | 76    |       |
| 27. Juli | Hermann Hagedorn                | US-amerikanischer Autor und Biograf                                                                   | 82    |       |
| 27. Juli | Łucjan Kamieński                | polnischer Komponist und Musikwissenschaftler                                                         | 79    |       |
| 27. Juli | Fritz Rahn                      | deutscher Pädagoge, Spracherzieher und Mundartforscher                                                | 72    |       |
| 27. Juli | Harry Shannon                   | US-amerikanischer Schauspieler                                                                        | 74    |       |
| 28. Juli | Karl Friedrich Borée            | deutscher Schriftsteller                                                                              | 78    |       |
| 28. Juli | André de Cock                   | belgischer Philatelist                                                                                | 84    |       |
| 28. Juli | Reinhold Friedrichs             | deutscher römisch-katholischer Geistlicher                                                            | 78    |       |
| 28. Juli | Rainer Gneiser                  | deutsches Todesopfer der Berliner Mauer                                                               | 20    |       |
| 28. Juli | Bella Paalen                    | österreichische Opernsängerin (Alt)                                                                   |       |       |
| 28. Juli | Norbert Wolscht                 | deutsches Todesopfer der Berliner Mauer                                                               | 20    |       |
| 29. Juli | Frederick Horatio Billings      | US-amerikanischer Botaniker, Bakteriologe sowie Hochschullehrer                                       | 95    |       |
| 29. Juli | Jules Brévié                    | französischer Kolonialbeamter und Politiker                                                           | 84    |       |
| 29. Juli | Julius Schieder                 | deutscher Oberkirchenrat und Kreisdekan                                                               | 76    |       |
| 29. Juli | Bruno Schindler                 | deutscher Sinologe                                                                                    | 81    |       |
| 29. Juli | Josef Strommer                  | österreichischer Politiker (CSP, ÖVP), Abgeordneter zum Nationalrat, Mitglied des Bundesrates         | 61    |       |
| 29. Juli | Wanda Wasilewska                | polnische und sowjetische Politikerin und Schriftstellerin                                            | 59    |       |
| 29. Juli | Ernst Wolf                      | deutscher Vizeadmiral                                                                                 | 78    |       |
| 30. Juli | Minna Beckmann-Tube             | Malerin und Opernsängerin                                                                             | 83    |       |
| 30. Juli | Clair Engle                     | US-amerikanischer Politiker                                                                           | 52    |       |
| 30. Juli | Rudolf Kroboth                  | österreichischer Politiker (CS), Abgeordneter zum Nationalrat                                         | 76    |       |
| 30. Juli | Richard Rieger                  | rumänischer Ingenieur und Fabrikant books.google.de                                                   | 86    |       |
| 31. Juli | Giuseppe Adami                  | italienischer Offizier                                                                                | 73    |       |
| 31. Juli | Hermann Knuchel                 | Schweizer Forstwissenschaftler                                                                        | 79    |       |
| 31. Juli | Dorothy Reed Mendenhall         | US-amerikanische Ärztin                                                                               | 89    |       |
| 31. Juli | Fritz Pappenheim                | US-amerikanischer Soziologe deutscher Herkunft                                                        | 62    |       |
| 31. Juli | Jim Reeves                      | US-amerikanischer Countrysänger                                                                       | 40    |       |
| Juli     | Arthur Findlay                  | britischer Makler und Börsenfachmann sowie Spiritualist                                               |       |       |

## August
| Tag        | Name                               | Beruf, bekannt als                                                                                        | Alter | Beleg |
| ---------- | ---------------------------------- | --- | ----- | ----- |
| 1. August  | Taffy Abel                         | US-amerikanischer Eishockeyspieler                                                                        | 64    |       |
| 1. August  | Krikor Amirian                     | armenischer Revolutionär, osmanischer Oberst                                                              | 76    |       |
| 1. August  | Werner Bock                        | deutscher Gewerkschafter                                                                                  | 66    |       |
| 1. August  | Pierre Georget                     | französischer Bahnradsportler                                                                             | 46    |       |
| 1. August  | Edmond Mendras                     | französischer Generalmajor                                                                                | 81    |       |
| 1. August  | Ishikawa Toraji                    | japanischer Maler                                                                                         | 89    |       |
| 1. August  | Kurt Pompe                         | deutscher KZ-Wächter                                                                                      | 65    |       |
| 1. August  | Ferdinand Schramm                  | deutscher Politiker (NSDAP), MdR und Reichshandwerksmeister                                               | 75    |       |
| 2. August  | Carel Godin de Beaufort            | niederländischer Formel-1-Fahrer                                                                          | 30    |       |
| 2. August  | Marguerite Béclard d’Harcourt      | französische Komponistin und Musikethnologin                                                              | 80    |       |
| 2. August  | Paul Burkhard                      | schweizerischer Bildhauer und Zeichner                                                                    | 75    |       |
| 2. August  | José María Castro                  | argentinischer Komponist und Cellist                                                                      | 71    |       |
| 2. August  | Olga Desmond                       | deutsche Tänzerin und Schauspielerin                                                                      | 73    |       |
| 2. August  | Bernhard Stübecke                  | deutscher Radrennfahrer                                                                                   | 60    |       |
| 3. August  | Flannery O’Connor                  | US-amerikanische Schriftstellerin                                                                         | 39    |       |
| 3. August  | Egon von Ploetz                    | deutscher Generalmajor                                                                                    | 84    |       |
| 5. August  | John Williams Calkin               | US-amerikanischer Mathematiker                                                                            | 54    |       |
| 5. August  | Walther Cropp                      | deutscher Komponist, Musikpädagoge und Musikdirektor                                                      | 74    |       |
| 5. August  | Karl Ritter von Halt               | deutscher Sportfunktionär                                                                                 | 73    |       |
| 5. August  | Ernst Kühnel                       | deutscher Orientalist, Kunsthistoriker und Sammler islamischer Kunst                                      | 81    |       |
| 5. August  | Moa Martinson                      | schwedische Schriftstellerin                                                                              | 73    |       |
| 5. August  | Charles Quigley                    | US-amerikanischer Schauspieler                                                                            | 58    |       |
| 5. August  | Art Ross                           | kanadischer Eishockeytrainer                                                                              | 78    |       |
| 5. August  | Edmund Strutz                      | deutscher Heimatforscher                                                                                  | 72    |       |
| 6. August  | Clarence Edmundson                 | US-amerikanischer Leichtathlet                                                                            | 78    |       |
| 6. August  | Cedric Hardwicke                   | britischer Film- und Theaterschauspieler sowie Filmregisseur und Filmproduzent                            | 71    |       |
| 06. August | Risto Kuntsi                       | finnischer Leichtathlet                                                                                   | 52    |       |
| 6. August  | Heinrich Lechtenberg               | deutscher Politiker (CDU der DDR), MdV                                                                    | 68    |       |
| 6. August  | Bernhard Winter                    | deutscher Maler, Graphiker und Fotograf                                                                   | 93    |       |
| 7. August  | Franz Klemmer                      | deutscher Maler                                                                                           | 84    |       |
| 7. August  | Earl C. Slipher                    | US-amerikanischer Astronom                                                                                | 81    |       |
| 7. August  | Henk Vermetten                     | niederländischer Fußballspieler                                                                           | 68    |       |
| 7. August  | Aleksander Zawadzki                | polnischer kommunistischer Politiker                                                                      | 64    |       |
| 8. August  | Marie Baum                         | deutsche Politikerin (DDP), MdR                                                                           | 90    |       |
| 8. August  | Agnes Canta                        | niederländische Malerin                                                                                   | 75    |       |
| 8. August  | Albert E. Carter                   | US-amerikanischer Politiker                                                                               | 83    |       |
| 8. August  | Julius Doms                        | deutscher Wirtschaftsjurist und Unternehmer                                                               | 75    |       |
| 8. August  | Paul Foucret                       | französischer Automobilrennfahrer                                                                         | 56    |       |
| 8. August  | Rudolf Kohl                        | deutscher Politiker (KPD), MdL, MdB                                                                       | 69    |       |
| 08. August | Lala Sjöqvist                      | schwedische Wasserspringerin                                                                              | 60    |       |
| 8. August  | Cengiz Topel                       | türkischer Kampfflugzeugpilot                                                                             |       |       |
| 9. August  | John B. Bennett                    | US-amerikanischer Politiker                                                                               | 60    |       |
| 9. August  | Hans Ulrich Granow                 | deutscher Diplomat                                                                                        | 62    |       |
| 9. August  | Hans Plattner                      | österreichischer Politiker (WdU), Landtagsabgeordneter                                                    | 48    |       |
| 9. August  | Otto Rubensohn                     | deutscher Klassischer Archäologe                                                                          | 96    |       |
| 9. August  | Harald Schmahl                     | deutscher Bildhauer                                                                                       | 52    |       |
| 9. August  | Joseph Schweigl                    | österreichischer Jesuit und Theologe                                                                      | 69    |       |
| 10. August | Carl Boos                          | deutscher Reichsgerichtsrat                                                                               | 91    |       |
| 10. August | Heinrich Brandenberger             | Schweizer Maschinenbauingenieur                                                                           | 68    |       |
| 10. August | Walter Harm                        | deutscher Politiker (SPD), MdB                                                                            | 67    |       |
| 10. August | Leopold Jochberger                 | österreichischer Politiker (ÖVP), Mitglied des Bundesrates parlament.gv.at                                | 68    |       |
| 10. August | Affonso Eduardo Reidy              | brasilianischer Architekt                                                                                 | 54    |       |
| 10. August | Erich Rix                          | deutscher Pathologe und Hochschullehrer                                                                   | 63    |       |
| 10. August | Käthe Vordtriede                   | deutsche Journalistin                                                                                     | 73    |       |
| 10. August | Anton Konrad Zippe                 | österreichischer Pädagoge, Künstler und Politiker (GDVP, NSDAP), Landtagsabgeordneter                     | 75    |       |
| 11. August | Albert Gollwitzer                  | deutscher Maschinenbauer und Eisenbahner                                                                  | 88    |       |
| 11. August | Karl Lösche                        | deutscher Bildhauer                                                                                       | 86    |       |
| 11. August | Leopold Mannes                     | US-amerikanischer Pianist, Komponist, Musikpädagoge und Erfinder                                          | 64    |       |
| 11. August | Max Rabl                           | österreichischer Politiker (Landbund), Mitglied des Bundesrates                                           | 65    |       |
| 12. August | Karl Dietz                         | deutscher Verleger in der DDR                                                                             | 74    |       |
| 12. August | Isidro Fabela                      | mexikanischer Jurist, Politiker, Diplomat und Schriftsteller                                              | 82    |       |
| 12. August | Ian Fleming                        | britischer Schriftsteller                                                                                 | 56    |       |
| 12. August | Ernst Karding                      | deutscher Jurist, Stadtkämmerer von Berlin, Mitgründer und Direktor der Deutschen Hypothekenbank          | 85    |       |
| 12. August | Dmitri Dmitrijewitsch Maksutow     | russischer Optiker                                                                                        | 68    |       |
| 12. August | Jørgen Skafte Rasmussen            | dänischer Ingenieur und Industrieller                                                                     | 86    |       |
| 12. August | Fritz Schmelter                    | deutscher Jurist und Staatsbeamter                                                                        | 60    |       |
| 13. August | William Bruhn-Möller               | schwedischer Ruderer                                                                                      | 77    |       |
| 13. August | Alois Pachernegg                   | österreichischer Dirigent und Komponist                                                                   | 72    |       |
| 13. August | Heinrich Schneider                 | deutscher Kriegsverbrecher, Kreisleiter der NSDAP in Uelzen                                               | 69    |       |
| 13. August | Walter D. Schultz                  | deutscher Journalist und Rundfunkredakteur                                                                | 53    |       |
| 14. August | Otto Bieligk                       | deutscher Ingenieur und Hochschullehrer                                                                   | 67    |       |
| 14. August | Johnny Burnette                    | US-amerikanischer Rockabilly-Musiker                                                                      | 30    |       |
| 14. August | Albino Carraro                     | italienischer Fußballschiedsrichter und -trainer                                                          | 65    |       |
| 14. August | Guy Decomble                       | französischer Schauspieler                                                                                | 53    |       |
| 14. August | Michael von Newlinski              | österreichischer Schauspieler                                                                             | 73    |       |
| 14. August | Bruno Skibbe                       | deutscher Agrarwissenschaftler                                                                            | 70    |       |
| 14. August | Arnim Süssenguth                   | deutscher Schauspieler und Theaterregisseur                                                               | 61    |       |
| 14. August | Paul Sztob                         | deutscher Politiker                                                                                       | 58    |       |
| 15. August | Samuel William Becker              | US-amerikanischer Dermatologe                                                                             | 70    |       |
| 15. August | Dr. Atl                            | mexikanischer Maler                                                                                       | 88    |       |
| 15. August | Jaroslav Kabeš                     | tschechoslowakischer Banker, Politiker und Finanzminister                                                 | 68    |       |
| 15. August | Vic Oliver                         | österreichisch-britischer Komiker und Schauspieler                                                        | 66    |       |
| 15. August | Wolfgang Prechtl                   | deutscher Geistlicher und Politiker                                                                       | 80    |       |
| 15. August | Eberhard Preußner                  | deutscher Musikpädagoge                                                                                   | 65    |       |
| 15. August | Otto Tober                         | überwiegend beim Stummfilm tätiger deutscher Kameramann                                                   | 81    |       |
| 16. August | Hermann von Berg                   | deutscher Architekt                                                                                       | 83    |       |
| 16. August | William Cowhig                     | britischer Turner                                                                                         | 77    |       |
| 16. August | Anthonij Guépin                    | niederländischer Segler                                                                                   | 67    |       |
| 16. August | Heinrich Herzig                    | Schweizer Maler, Zeichner und Grafiker                                                                    | 77    |       |
| 16. August | Egbert Adriaan Kreiken             | niederländischer Astronom                                                                                 | 67    |       |
| 16. August | Leopold Lerch                      | deutscher Religionslehrer und Politiker (BVP, CSU), MdL Bayern                                            | 65    |       |
| 16. August | Jack Pennick                       | US-amerikanischer Filmschauspieler                                                                        | 68    |       |
| 16. August | Jakob Schmid                       | Pedell der Ludwig-Maximilians-Universität München, stellte die Geschwister Hans und Sophie Scholl         | 78    |       |
| 16. August | Hermann Steinmetz                  | deutscher Mineraloge                                                                                      | 84    |       |
| 16. August | Paul Weinstein                     | deutscher Hochspringer                                                                                    | 86    |       |
| 17. August | Fred Barry                         | kanadischer Schauspieler und Sänger                                                                       | 76    |       |
| 17. August | Heinz Bingenheimer                 | deutscher Autor                                                                                           |       |       |
| 17. August | Karl Johannes Hoffmann             | deutscher Politiker (FDP)                                                                                 | 66    |       |
| 17. August | Maurice Lambert                    | britischer Bildhauer                                                                                      | 63    |       |
| 17. August | Paul Platen                        | deutscher Geograph und Heimatforscher                                                                     | 73    |       |
| 18. August | Raul Leal                          | portugiesischer Schriftsteller, Okkultist und Rechtsanwalt                                                | 77    |       |
| 18. August | Victor Martin                      | Schweizer Gräzist                                                                                         | 77    |       |
| 18. August | Walter Müller-Wulckow              | deutscher Kunsthistoriker                                                                                 | 78    |       |
| 18. August | Georg Sittig                       | deutscher Politiker                                                                                       | 67    |       |
| 18. August | Robert Taube                       | deutscher Theater- und Filmschauspieler                                                                   | 84    |       |
| 18. August | Hildegard Trabant                  | deutsches Todesopfer der Berliner Mauer                                                                   | 37    |       |
| 19. August | Florence Reville Gibbs             | US-amerikanische Politikerin                                                                              | 74    |       |
| 19. August | Ewald Kluge                        | deutscher Motorradrennfahrer                                                                              | 55    |       |
| 19. August | Hans Peter Luhn                    | deutscher Informatiker                                                                                    | 68    |       |
| 19. August | Eduard Scheler                     | deutscher Architekt                                                                                       | 80    |       |
| 19. August | Ardengo Soffici                    | italienischer Kunstkritiker, Illustrator und Maler des Futurismus                                         | 85    |       |
| 20. August | Werner Graf von Bassewitz-Levetzow | deutscher Offizier, zuletzt Kapitän zur See im Zweiten Weltkrieg                                          | 70    |       |
| 20. August | Gyda Christensen                   | norwegische Schauspielerin, Tänzerin und Choreografin                                                     | 92    |       |
| 20. August | Émile Cornic                       | französischer Fechter                                                                                     | 70    |       |
| 20. August | Frank Filip                        | österreichischer Komponist und Schriftsteller                                                             | 61    |       |
| 20. August | Norman J. Gould                    | US-amerikanischer Politiker                                                                               | 87    |       |
| 20. August | William Myron Keck                 | US-amerikanischer Unternehmer und Philanthrop                                                             | 84    |       |
| 20. August | Wernhard Mispelhorn                | deutsches Todesopfer der Berliner Mauer                                                                   | 18    |       |
| 21. August | Edwin Grienauer                    | österreichischer Bildhauer und Medailleur                                                                 | 71    |       |
| 21. August | Herman Keil                        | deutscher Architekt, Grafiker, Holzschneider, Maler und Hochschullehrer                                   | 75    |       |
| 21. August | Gerd Lichtenhahn                   | deutscher Architekt                                                                                       | 54    |       |
| 21. August | Karl Rudolf                        | Theologe, Domkapitular und Prälat                                                                         | 77    |       |
| 21. August | Kurt Scharlau                      | deutscher Geograph und SS-Führer                                                                          | 58    |       |
| 21. August | Palmiro Togliatti                  | italienischer Politiker, Mitglied der Camera dei deputati                                                 | 71    |       |
| 22. August | Emil Lehmann                       | sudetendeutscher Volkstumskämpfer                                                                         | 83    |       |
| 22. August | Symeon Lukatsch                    | ukrainischer Bischof, Märtyrer, Seliger                                                                   | 71    |       |
| 22. August | Helena Makowska                    | polnische Schauspielerin                                                                                  | 71    |       |
| 22. August | Karl Pawlowski                     | deutscher evangelischer Theologe und diakonischer Unternehmer                                             | 66    |       |
| 22. August | Cécil von Renthe-Fink              | deutscher Diplomat                                                                                        | 79    |       |
| 23. August | Carl August Hegner                 | Schweizer Augenarzt                                                                                       | 84    |       |
| 23. August | Karl Schnog                        | deutscher Schriftsteller                                                                                  | 67    |       |
| 23. August | Frida Schuhmacher                  | deutsche Schriftstellerin                                                                                 | 72    |       |
| 24. August | Elisabeth Karg-Gasterstädt         | Germanist und Sprachwissenschaftlerin                                                                     | 78    |       |
| 24. August | Otto Korfes                        | deutscher Offizier, zuletzt Generalmajor der Volkspolizei sowie Archivar                                  | 74    |       |
| 24. August | Amadeus Nestler                    | deutscher Pianist und Musikpädagoge                                                                       | 94    |       |
| 24. August | Konrad Rühl                        | deutscher Architekt und Stadtplaner                                                                       | 78    |       |
| 24. August | Maurice Schoemaker                 | belgischer Komponist                                                                                      | 73    |       |
| 24. August | Hermann von Wenckstern             | deutscher Volkswirt und Ministerialrat in Sachsen                                                         | 82    |       |
| 25. August | Josef Afritsch                     | österreichischer Gartentechniker und Politiker (SPÖ), Landtagsabgeordneter, Abgeordneter zum Nationalrat  | 63    |       |
| 25. August | Lélo Fiaux                         | schweizerische Malerin und Aquarellistin                                                                  | 55    |       |
| 25. August | Adolfo Best Maugard                | mexikanischer Künstler und Filmregisseur                                                                  | 73    |       |
| 25. August | Franz Feierabend                   | Schweizer Akkordeon- und Schwyzerörgelispieler und Komponist                                              | 79    |       |
| 25. August | John Hammond                       | englischer Physiologe und Tierzuchtwissenschaftler                                                        | 75    |       |
| 26. August | Ernst Ehrlich                      | österreichischer Fossiliensammler                                                                         | 78    |       |
| 26. August | John Hanna                         | US-amerikanischer Rechtswissenschaftler, Hochschullehrer an der Columbia University und Regierungsberater | 73    |       |
| 27. August | Gracie Allen                       | US-amerikanische Schauspielerin                                                                           | 69    |       |
| 27. August | Marianne Grubinger                 | österreichische Archäologin                                                                               | 87    |       |
| 27. August | Otto Herzog                        | deutscher Bergsteiger                                                                                     | 75    |       |
| 27. August | Clemens Klitsch                    | deutscher Pflanzenbauwissenschaftler                                                                      | 71    |       |
| 27. August | Alexei Semjonowitsch Schiwotow     | russischer Komponist                                                                                      | 59    |       |
| 27. August | Heinrich Schnitger                 | deutscher Mediziner und Erfinder der Kolbenhubpipette                                                     | 39    |       |
| 27. August | Helmut Wähmann                     | deutscher SA- und SS-Führer                                                                               | 63    |       |
| 28. August | Heinrich Foerster                  | deutscher Nationalsozialist                                                                               | 62    |       |
| 28. August | Arthur Gaebelein                   | deutscher Fußballspieler                                                                                  | 73    |       |
| 28. August | Ricardo Gilbert                    | chilenischer Maler                                                                                        |       |       |
| 28. August | Jens Hajslund                      | dänischer Sportschütze                                                                                    | 87    |       |
| 28. August | Lumsden Hare                       | irischer Film- und Theaterschauspieler                                                                    |       |       |
| 28. August | Heinrich Krüger                    | deutscher Literaturhistoriker und Schriftsteller                                                          | 85    |       |
| 28. August | Anders Lundgren                    | norwegischer Segler                                                                                       | 66    |       |
| 28. August | Jimmy Richardson                   | englischer Fußballspieler                                                                                 | 53    |       |
| 29. August | Sven Brandel                       | schwedischer Pianist                                                                                      | 66    |       |
| 29. August | Bernd Köhlert                      | deutscher Söldner im Kongo                                                                                | 21    |       |
| 29. August | Juš Kozak                          | jugoslawischer Schriftsteller                                                                             | 72    |       |
| 29. August | Bertalan Pór                       | ungarischer Maler                                                                                         | 83    |       |
| 29. August | Ernst Schaffnit                    | deutscher Phytomediziner                                                                                  | 86    |       |
| 29. August | Josef Šroubek                      | tschechischer Fußball- und Eishockeyspieler                                                               | 72    |       |
| 30. August | Bruno Huguenin                     | deutscher Jurist im Genossenschaftswesen                                                                  | 83    |       |
| 30. August | Max Reschke                        | deutscher Lehrer und jüdischer Funktionär                                                                 | 70    |       |
| 30. August | Bernhard Wellmann                  | deutscher Kaufmann und Politiker (FDP), MdL                                                               | 74    |       |
| 30. August | August Hermann Zeiz                | deutscher Schriftsteller                                                                                  | 70    |       |
| 31. August | Fritz Lafontaine                   | deutscher Schauspieler                                                                                    | 61    |       |
| 31. August | Peter Lanyon                       | britischer Maler                                                                                          | 46    |       |
| August     | Jacques Martin                     | französischer Philosoph                                                                                   | 42    |       |

## September
| Tag           | Name                             | Beruf, bekannt als                                                                                      | Alter | Beleg |
| ------------- | -------------------------------- | --- | ----- | ----- |
| 1. September  | Otto Chmel                       | österreichisch-deutscher Musikkritiker, Musikpädagoge und Komponist                                     | 79    |       |
| 1. September  | Erwin Hainisch                   | österreichischer Kunsthistoriker und Denkmalpfleger                                                     | 69    |       |
| 1. September  | Ernst Odefey                     | deutscher Maler und Grafiker                                                                            | 81    |       |
| 1. September  | Otto Olsson                      | schwedischer Organist und Komponist                                                                     | 84    |       |
| 1. September  | Tautmīlis Ūdris                  | lettischer Fußballspieler                                                                               | 57    |       |
| 2. September  | Morris Ankrum                    | US-amerikanischer Charakterdarsteller                                                                   | 68    |       |
| 2. September  | Carlton Joseph Huntley Hayes     | US-amerikanischer Historiker, Pädagoge, Diplomat                                                        | 82    |       |
| 2. September  | Francisco Craveiro Lopes         | portugiesischer General, Staatspräsident (1951–1958)                                                    | 70    |       |
| 2. September  | Henri Hanlet                     | belgischer Radrennfahrer                                                                                | 75    |       |
| 2. September  | Herbert Küchler                  | deutscher Schachkomponist                                                                               | 55    |       |
| 2. September  | Adolf Müller                     | deutscher Politiker (KPD)                                                                               | 78    |       |
| 2. September  | Gustaf Petri                     | schwedischer Militärhistoriker und General                                                              | 79    |       |
| 2. September  | Alvin C. York                    | US-amerikanischer Soldat                                                                                | 76    |       |
| 3. September  | Hermann Breith                   | deutscher Offizier, zuletzt General der Panzertruppe im Zweiten Weltkrieg                               | 72    |       |
| 3. September  | William Evans Bruner             | US-amerikanischer Augenarzt                                                                             | 98    |       |
| 3. September  | Mohamed Chabani                  | algerischer Politiker                                                                                   | 29    |       |
| 3. September  | Fritz Honsel                     | deutscher Industrieller                                                                                 | 76    |       |
| 3. September  | Bruno Krug                       | deutscher Kommunalpolitiker                                                                             | 89    |       |
| 3. September  | Christian Kuhlemann              | deutscher Ingenieur, Unternehmer und Politiker (DP), MdB                                                | 73    |       |
| 3. September  | Eugen Lacroix                    | deutscher Koch und Unternehmer                                                                          | 78    |       |
| 3. September  | Mario Lusiani                    | italienischer Radrennfahrer                                                                             | 61    |       |
| 3. September  | Joseph Marx                      | österreichischer Komponist                                                                              | 82    |       |
| 3. September  | Ernst Moritz Mungenast           | deutscher Schriftsteller, Journalist und Übersetzer                                                     | 65    |       |
| 3. September  | Hans Wellhausen                  | deutscher Politiker (FDP, CSU), MdB                                                                     | 69    |       |
| 3. September  | Dora Wentscher                   | deutsche Schauspielerin, Bildhauerin und Schriftstellerin                                               | 80    |       |
| 4. September  | Werner Bergengruen               | deutschbaltischer Schriftsteller                                                                        | 71    |       |
| 4. September  | Bror Fock                        | schwedischer Langstreckenläufer                                                                         | 76    |       |
| 4. September  | Erich Gniffke                    | deutscher Widerstandskämpfer und Politiker (SPD, SED), MdV                                              | 69    |       |
| 4. September  | Walther Hartmann                 | deutscher Jurist, Oberbürgermeister von Remscheid (1915–1937)                                           | 90    |       |
| 4. September  | Paul Klingenburg                 | deutscher Wasserballspieler                                                                             | 56    |       |
| 04. September | Paavo Liettu                     | finnischer Leichtathlet                                                                                 | 59    |       |
| 4. September  | Lothar Müthel                    | deutscher Regisseur und Schauspieler                                                                    | 68    |       |
| 4. September  | Edgar Rabsch                     | deutscher Musikpädagoge und Komponist                                                                   | 71    |       |
| 4. September  | Clément-Émile Roques             | Erzbischof von Rennes und Kardinal der römisch-katholischen Kirche                                      | 83    |       |
| 5. September  | Johannes Boehland                | deutscher Maler und Graphiker                                                                           | 61    |       |
| 5. September  | Ángel Cruchaga Santa María       | chilenischer Schriftsteller und Dichter                                                                 | 71    |       |
| 5. September  | Elizabeth Gurley Flynn           | US-amerikanische Aktivistin der Arbeiterbewegung und kommunistische Politikerin                         | 74    |       |
| 5. September  | Sara Schakulowa                  | russische bzw. sowjetische Mathematikerin tatarischer Herkunft                                          | 77    |       |
| 5. September  | Billy Sherring                   | kanadischer Marathonläufer und Olympiasieger                                                            | 85    |       |
| 6. September  | Jane Hadley Barkley              | US-amerikanische Second Lady                                                                            | 52    |       |
| 6. September  | Carl Heidenreich                 | deutsch-amerikanischer Maler                                                                            | 62    |       |
| 6. September  | Wilhelm Mewes                    | deutscher Beamter                                                                                       | 88    |       |
| 6. September  | Edmund Schneeweis                | deutscher Slawist und Hochschullehrer                                                                   | 78    |       |
| 6. September  | Kurt Schröder                    | deutscher Verwaltungsbeamter und Politiker (SPD), MdB                                                   | 57    |       |
| 6. September  | Adolf Wolff                      | deutscher Maschinenbauingenieur                                                                         | 70    |       |
| 7. September  | Luis Amplatz                     | italienischer Südtirol-Aktivist                                                                         | 38    |       |
| 7. September  | Paul Boethke                     | deutscher Konteradmiral                                                                                 | 91    |       |
| 7. September  | Walter A. Brown                  | US-amerikanischer Basketball- und Eishockeyfunktionär, sowie Eishockeytrainer                           | 59    |       |
| 7. September  | Friedrich Class                  | Landtagsabgeordneter Volksstaat Hessen                                                                  | 81    |       |
| 7. September  | Herman Jurgens                   | niederländischer Fußballspieler                                                                         | 80    |       |
| 7. September  | Heinrich Noelle                  | deutscher Verwaltungsjurist, Landrat und Regierungspräsident                                            | 72    |       |
| 7. September  | Erich von Redwitz                | deutscher Chirurg und Hochschullehrer                                                                   | 81    |       |
| 7. September  | Elsa Sundling                    | schwedische Architektin                                                                                 | 62    |       |
| 7. September  | Georges Thierry d’Argenlieu      | französischer Ordenspriester und Admiral                                                                | 75    |       |
| 7. September  | Joachim Wussow                   | deutscher Manager                                                                                       | 60    |       |
| 8. September  | John V. Beamer                   | US-amerikanischer Politiker                                                                             | 67    |       |
| 8. September  | Sigfrid Henrici                  | deutscher Offizier, zuletzt General der Panzertruppe im Zweiten Weltkrieg                               | 75    |       |
| 8. September  | Theo Koenen                      | deutscher Fußballspieler                                                                                | 74    |       |
| 8. September  | Gordon L. Locher                 | US-amerikanischer Physiker                                                                              | 59    |       |
| 8. September  | Paul Martini                     | deutscher Mediziner und Hochschullehrer                                                                 | 75    |       |
| 8. September  | Manfred Pollatz                  | deutscher Reformpädagoge, Herausgeber und Übersetzer                                                    | 77    |       |
| 8. September  | Hans Steiner                     | Schweizer Bundesrichter, Politiker (KVP) und Jurist                                                     | 80    |       |
| 8. September  | Carlos Varela                    | chilenischer Fußballspieler                                                                             | 46    |       |
| 9. September  | Friedrich-Georg Eberhardt        | deutscher Offizier, zuletzt Generalleutnant im Zweiten Weltkrieg                                        | 72    |       |
| 9. September  | Paul Hornick                     | deutscher Politiker (KPD, SED), MdR                                                                     | 65    |       |
| 9. September  | Maurice Le Boucher               | französischer Komponist, Organist und Musikpädagoge                                                     | 82    |       |
| 9. September  | Ernest Paul                      | französischer Radrennfahrer                                                                             | 82    |       |
| 9. September  | Sakari Tuomioja                  | finnischer Politiker                                                                                    | 53    |       |
| 10. September | Ferdinand Andergassen            | österreichischer Komponist und Kirchenmusiker                                                           | 72    |       |
| 10. September | Armand Delatte                   | belgischer Klassischer Philologe                                                                        | 77    |       |
| 10. September | Walter Möhring                   | deutscher NSDAP-Funktionär, Landrat des Kreises Soest (1937–1945)                                       | 64    |       |
| 10. September | Werner Winkler                   | deutscher Politiker (SED), Minister für chemische Industrie der DDR                                     | 50    |       |
| 11. September | August Wilhelm Fehling           | Kurator der Universität Kiel und Ministerialrat                                                         | 68    |       |
| 11. September | Karl Garzarolli-Thurnlackh       | österreichischer Kunsthistoriker                                                                        | 69    |       |
| 11. September | Hans Greger                      | österreichischer Hotelier und Politiker, Landtagsabgeordneter                                           | 83    |       |
| 11. September | Ferdinand Albert Pax             | deutscher Zoologe, Hochschullehrer und Rektor in Breslau                                                | 78    |       |
| 12. September | Erich Huzenlaub                  | britisch-deutscher Erfinder und Chemiker                                                                | 75    |       |
| 12. September | Donald L. O’Toole                | US-amerikanischer Jurist und Politiker                                                                  | 62    |       |
| 12. September | Sergiusz Piasecki                | polnischer Schriftsteller                                                                               | 63    |       |
| 12. September | Ilse Schmidt                     | deutsche Politikerin (DDP, CDU)                                                                         | 72    |       |
| 13. September | Charles E. Daniel                | US-amerikanischer Politiker                                                                             | 68    |       |
| 14. September | Wassili Semjonowitsch Grossman   | sowjetischer Schriftsteller und Journalist                                                              | 58    |       |
| 14. September | Mary Howe                        | US-amerikanische Pianistin und Komponistin                                                              | 82    |       |
| 14. September | Josef Imbach                     | Schweizer Sprinter                                                                                      | 69    |       |
| 14. September | Antonín Maleček                  | tschechischer Tischtennisspieler                                                                        |       |       |
| 14. September | Bertrand Pujo                    | französischer General der Luftstreitkräfte, Luftfahrtminister                                           | 86    |       |
| 14. September | Mauricia de Thiers               | französische Sensationsartistin und Politikerin                                                         | 84    |       |
| 15. September | Oskar Beber                      | deutscher Oberstudiendirektor                                                                           | 88    |       |
| 15. September | Godefroid Bélorgey               | französischer römisch-katholischer Geistlicher, Trappist, Abt und Autor                                 | 83    |       |
| 15. September | Alfred Blalock                   | US-amerikanischer Chirurg                                                                               | 65    |       |
| 15. September | Darcy Hadfield                   | neuseeländischer Ruderer                                                                                | 74    |       |
| 15. September | Ludger Hölker                    | deutscher Luftwaffenoffizier                                                                            | 30    |       |
| 15. September | Paul Schultz                     | deutscher Offizier, zuletzt Generalmajor im Zweiten Weltkrieg                                           | 72    |       |
| 16. September | Bobby Bauer                      | kanadischer Eishockeyspieler und -trainer                                                               | 49    |       |
| 16. September | Ernest Hill                      | US-amerikanischer Jazzbassist                                                                           | 64    |       |
| 16. September | Leo Weismantel                   | deutscher Schriftsteller                                                                                | 76    |       |
| 17. September | Clive Bell                       | britischer Kunstkritiker                                                                                | 83    |       |
| 17. September | Nicolás Casimiro                 | dominikanischer Sänger                                                                                  | 53    |       |
| 17. September | Raymundus Joannes de Kremer      | belgischer Schriftsteller                                                                               | 77    |       |
| 17. September | Georg Voss                       | deutscher Psychiater und Neurologe                                                                      | 91    |       |
| 18. September | Marcus van Blankenstein          | niederländischer Journalist                                                                             | 84    |       |
| 18. September | Charles Douglas Jackson          | US-amerikanischer Publizist                                                                             | 62    |       |
| 18. September | Miles Lampson, 1. Baron Killearn | britischer Diplomat                                                                                     | 84    |       |
| 18. September | Robert N. Lee                    | US-amerikanischer Drehbuchautor                                                                         | 74    |       |
| 18. September | Marguerite Mareuse               | französischer Autorennfahrer                                                                            | 75    |       |
| 18. September | Seán O’Casey                     | irischer Aktivist, Dramatiker und Schriftsteller                                                        | 84    |       |
| 18. September | Jeremiah E. O’Connell            | US-amerikanischer Politiker                                                                             | 81    |       |
| 18. September | Manfred Reinelt                  | deutscher Pianist                                                                                       | 32    |       |
| 18. September | Juliet Rhys-Williams             | britische Ökonomin, Politikerin, Schriftstellerin                                                       | 65    |       |
| 18. September | Fritz Zweigelt                   | österreichischer Botaniker, Entomologe und Rebenzüchter                                                 | 76    |       |
| 19. September | Herbert E. Britt                 | US-amerikanischer Filmtechniker                                                                         | 55    |       |
| 19. September | Charlotte Buchheim               | deutsche Malerin                                                                                        | 73    |       |
| 19. September | Max Burret                       | deutscher Botaniker                                                                                     | 81    |       |
| 19. September | Fritz Eschen                     | deutscher Fotograf                                                                                      | 64    |       |
| 19. September | Erich Friderici                  | deutscher Offizier und General der Infanterie im Zweiten Weltkrieg                                      | 78    |       |
| 19. September | Fritz Kötteritzsch               | deutscher Söldner im Kongo                                                                              |       |       |
| 19. September | Félix Lorioux                    | französischer Maler und Illustrator                                                                     | 91    |       |
| 19. September | Levon Madoyan                    | armenischer Duduk-Spieler                                                                               | 55    |       |
| 20. September | Kaspar Blond                     | österreichischer Chirurg und Proktologe                                                                 | 75    |       |
| 20. September | Wade Fox                         | US-amerikanischer Herpetologe                                                                           |       |       |
| 20. September | André Huret                      | französischer Radrennfahrer und Unternehmer                                                             | 73    |       |
| 20. September | Lazare Lévy                      | französischer Pianist, Musikpädagoge und Komponist                                                      | 82    |       |
| 20. September | Walter Norblad                   | US-amerikanischer Politiker                                                                             | 56    |       |
| 20. September | Maria Römer-Krusemeyer           | deutsche Autorin                                                                                        | 69    |       |
| 20. September | Franz Specht                     | deutscher Politiker der SPD                                                                             | 72    |       |
| 20. September | Milda Voß                        | deutsch-baltisches KPD-Mitglied                                                                         | 70    |       |
| 21. September | Georg Albrecht                   | deutscher Historiker                                                                                    | 83    |       |
| 21. September | Theodor Blumer                   | deutscher Kapellmeister, Komponist                                                                      | 83    |       |
| 21. September | Bo Carter                        | US-amerikanischer Blues-Gitarrist                                                                       | 71    |       |
| 21. September | Otto Grotewohl                   | deutscher Politiker (SPD, SED), MdR, MdV, Ministerpräsident der DDR                                     | 70    |       |
| 21. September | Julius von Jan                   | deutscher evangelischer Pfarrer und Widerstandskämpfer gegen den Nationalsozialismus                    | 67    |       |
| 21. September | Miki Yukiharu                    | japanischer Mediziner und Politiker                                                                     | 61    |       |
| 21. September | Leone Giovanni Battista Nigris   | italienischer Bischof, päpstlicher Diplomat und Mitarbeiter der römischen Kurie                         | 80    |       |
| 21. September | Paul Rosenstein                  | deutscher Urologe                                                                                       | 89    |       |
| 21. September | Leo Schrade                      | deutsch-US-amerikanischer Musikwissenschaftler                                                          | 60    |       |
| 22. September | Keppel Harcourt Barnard          | britisch-südafrikanischer Zoologe                                                                       | 77    |       |
| 22. September | Willy Bleissem                   | deutscher Kaufmann und als Autohändler ein Pionier in Deutschland                                       | 79    |       |
| 22. September | Sigvart Johansen                 | norwegischer Sportschütze                                                                               | 82    |       |
| 22. September | Alois Vogels                     | preußischer Landrat                                                                                     | 77    |       |
| 22. September | Hans Vogelsanger                 | Schweizer Architekt                                                                                     | 80    |       |
| 23. September | Friedrich Fechner                | deutscher Bundesrichter am Bundessozialgericht                                                          | 62    |       |
| 23. September | Bruno Klockmann                  | deutscher Schauspieler                                                                                  | 70    |       |
| 23. September | Fred M. Wilcox                   | US-amerikanischer Filmregisseur                                                                         | 56    |       |
| 23. September | William Willführ                 | deutscher Politiker (CDU), MdL                                                                          | 83    |       |
| 23. September | Gardner R. Withrow               | US-amerikanischer Politiker                                                                             | 71    |       |
| 24. September | Gerhard Ahnfeldt                 | deutscher Zeichner und Maler                                                                            | 48    |       |
| 24. September | Paul Kahle                       | deutscher Orientalist                                                                                   | 89    |       |
| 24. September | Solly Krieger                    | US-amerikanischer Boxer und Weltmeister im Mittelgewicht NBA                                            | 55    |       |
| 24. September | Wilhelm Nöller                   | deutscher Tiermediziner, Pathologe und Parasitologe                                                     | 74    |       |
| 25. September | Anselmo Aieta                    | argentinischer Bandoneonist und Komponist                                                               | 67    |       |
| 25. September | Ernst Gerhard Dresel             | deutscher Hygieniker und Bakteriologe                                                                   | 79    |       |
| 25. September | Paul J. Mueller                  | US-amerikanischer Militär, General der United States Army                                               | 71    |       |
| 25. September | Wilhelm Werhahn                  | deutscher Bankier und Unternehmer                                                                       | 84    |       |
| 26. September | Guido Martini                    | deutscher Bildhauer                                                                                     | 83    |       |
| 26. September | Eduard Schmurr                   | deutscher Landwirt und Politiker (FDP)                                                                  | 58    |       |
| 26. September | Einar Strøm                      | norwegischer Turner                                                                                     | 79    |       |
| 27. September | Hans-Günther van Hooven          | deutscher Offizier, Mitglied des BDO                                                                    | 67    |       |
| 27. September | Jules Marouzeau                  | französischer Altphilologe                                                                              | 86    |       |
| 27. September | Pia Maria Nalli                  | italienische Mathematikerin                                                                             | 78    |       |
| 27. September | Kurt Pietzsch                    | deutscher Geologe, Direktor des Geologischen Dienstes Freiberg (Sachsen)                                | 79    |       |
| 27. September | Johann Pölzer junior             | österreichischer Gewerkschafter und Politiker (SPÖ), Landtagsabgeordneter, Abgeordneter zum Nationalrat | 61    |       |
| 27. September | Adib asch-Schischakli            | syrischer Politiker und Präsident von Syrien (1953–1954)                                                |       |       |
| 27. September | Nora Waln                        | US-amerikanische Journalistin und Schriftstellerin                                                      | 69    |       |
| 27. September | Karl Zener                       | Psychologe                                                                                              | 61    |       |
| 28. September | Nacio Herb Brown                 | US-amerikanischer Songwriter und Komponist                                                              | 68    |       |
| 28. September | George Dyson                     | englischer Komponist                                                                                    | 81    |       |
| 28. September | Henri Grégoire                   | belgischer Historiker und Byzantinist                                                                   | 83    |       |
| 28. September | Richard Häussler                 | deutscher Schauspieler und Regisseur                                                                    | 55    |       |
| 28. September | Stefan Hirsch                    | US-amerikanischer Maler                                                                                 | 65    |       |
| 28. September | Harpo Marx                       | US-amerikanischer Komiker                                                                               | 75    |       |
| 28. September | Franz Ruland                     | saarländischer Politiker (CVP), MdL, MdB                                                                | 63    |       |
| 28. September | Kurt Sieder                      | deutscher Theaterintendant und Gründer des Grenzlandtheaters Aachen                                     | 65    |       |
| 28. September | Michail Arkadjewitsch Swetlow    | sowjetischer Schriftsteller                                                                             | 61    |       |
| 29. September | Miguel Alonzo Romero             | mexikanischer Botschafter                                                                               | 76    |       |
| 29. September | John Eke                         | schwedischer Langstreckenläufer                                                                         | 78    |       |
| 29. September | Otto Marx                        | deutscher Musikinstrumentenrestaurator und Klavierbauer                                                 | 93    |       |
| 29. September | Fred Tootell                     | US-amerikanischer Hammerwerfer und Olympiasieger                                                        | 62    |       |
| 30. September | Mario Almirante                  | italienischer Regisseur und Schauspieler besonders der Stummfilmära                                     | 74    |       |
| 30. September | Kurt Erdmann                     | deutscher Kunsthistoriker                                                                               | 63    |       |
| 30. September | Carsten Kühl                     | deutscher Maler, Bildhauer und Heimatforscher                                                           | 77    |       |
| 30. September | Víctor Saume                     | venezolanischer Rundfunk- und Fernsehmoderator                                                          | 56    |       |
| 30. September | Jacob Sonderling                 | deutscher und US-amerikanischer Rabbiner                                                                | 85    |       |
| 30. September | Cyril de Vère                    | französischer Autorennfahrer                                                                            | 83    |       |
| September     | Ludwig Stiglbauer                | deutscher Fußballspieler                                                                                | 59    |       |